# Kościół św. Antoniego w Tworogu
Kościół świętego Antoniego – rzymskokatolicki kościół parafialny należący do parafii pod tym samym wezwaniem (dekanat Toszek diecezji gliwickiej).

## Historia

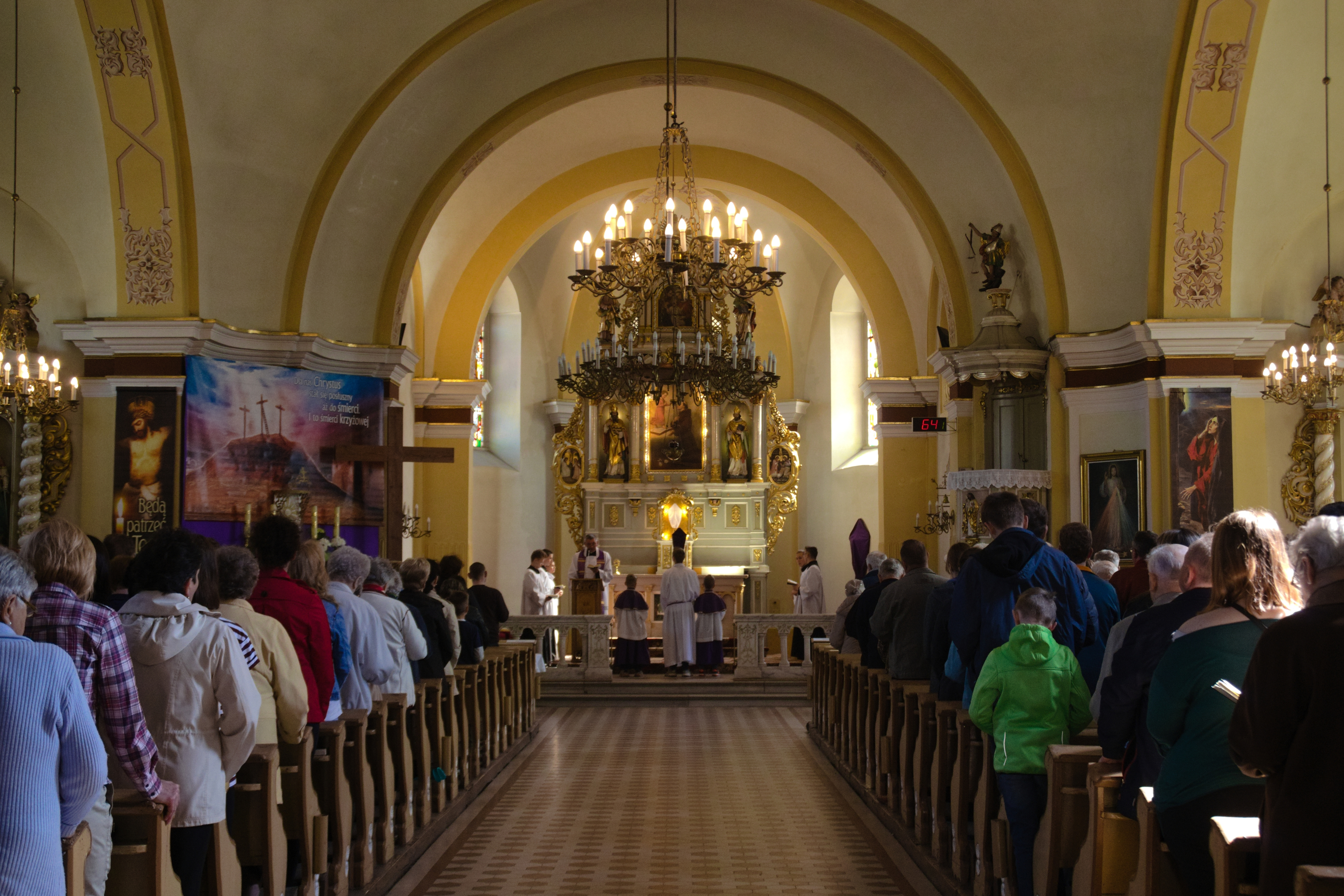
Wnętrze (2019)

Świątynia została wzniesiona na miejscu rozebranej kaplicy. Fundatorem kościoła był Karol von Gastheimb, natomiast jego budowniczym był architekt Krzysztof Worbs z Tarnowskich Gór. Uroczyście świątynia została poświęcona w 1817 roku. W latach 1905–1906 kościół został rozbudowany - budowla została powiększona o poprzeczną nawę (transept) i prezbiterium. Prace te zostały wykonane podczas urzędowania księdza proboszcza Mikołaja Knossalli.
Do zabytków kościoła należą m.in. słynący łaskami obraz św. Antoniego, ołtarz główny powstały w XVII wieku.
Podczas odpustu parafialnego, który odbył się 12 czerwca 2022 po raz pierwszy od ok. stu lat w kościele pojawił się zabytkowy obraz św. Antoniego. Wyeksponowano go w szklanej gablocie. Obraz jest datowany na XVII w. Z kroniki ks. Walentego Hoschecka – proboszcza parafii Tworóg i kronikarza z przełomu XVIII i XIX w. – dowiadujemy się, że obraz został umieszczony na nowym ołtarzu przez wielkiego czciciela św. Antoniego – hr. Franciszka de Colonna. Obraz zniknął jednak z kościoła, prawdopodobnie za czasów ks. Mikołaja Knossalli. Wtedy go wymieniono, a stary egzemplarz znalazł się najpierw w zakrystii, później w kostnicy cmentarnej i zapomniano o nim na lata. W 2022 r. zabytek wrócił do kościoła. 

## Dzwony
Na wieży wiszą 4 dzwony. Dodatkowo na sygnaturce wisi tzw. sygnaturka, którą dzwoniono na podniesienie. Sygnaturka to jedyny dzwon z kościoła sprzed rozbudowany. Jest datowana na 1793 r. a powstała w opawskiej ludwisarni. Widnieje na niej napis: per Franciscum Stanke Oppaviae Anno 1793. Najstarszy dzwon z dużej wieży nosi imię Soli Deo Gloria (tylko Bogu chwała). Waży 560 kg i pochodzi z 1906 r. Został wykonany w Bochumer Verein (Związek HutniczoGórniczy w Bochum). Pozostałe trzy dzwony z tamtego okresu zostały zarekwirowane w czasie II wojny światowej. W 1957 roku pustkę na kościelnej wieży uzupełniły trzy nowe dzwony odlane w hucie Małapanew w Ozimku. Są to: ważący 460 kg dzwon św. Józef, Błogosławiona Maryja Dziewica o wadze 290 kg oraz najlżejszy dzwon św. Barbara ważący 205 kg. W 2022 roku dzwony przeszły generalny remont wykonany przez firmę Rduch Bells & Clocks. Prace trwały kilka tygodni, firma wymieniła m.in.: całą instalację elektryczną, zegar sterujący i serca. Wyremontowane dzwony rozbrzmiały ponownie wspólnym głosem 8 maja 2022 roku. 

## Organy
Organy wybudowała firma Schlag & Söhne w 1901 roku jako opus 581. Instrument został wyremontowany w 2011 roku przez Henryka Hobera z Olesna. Koncert inauguracyjny po remoncie wykonał prof. Julian Gembalski.
Dyspozycja instrumentu:
| Manuał I         | Manuał II          | Pedał           |
| ---------------- | ------------------ | --------------- |
| 1. Mixtur 3 fach | 1. Principal 8'    | 1. Subbass 16'  |
| 2. Gemshorn 4'   | 2. Salicional 8'   | 2. Bassflöte 8' |
| 3. Octave 4'     | 3. Gedackt 8'      | 3. Cello 8'     |
| 4. Gambe 8'      | 4. Aeoline 8'      |                 |
| 5. Hochflöte 8'  | 5. Traversflöte 4' |                 |
| 6. Principal 8'  |                    |                 |
| 7. Bourdon 16'   |                    |                 |